# Torilidinae
Torilidinae, podtribus štitarki, dio tribus Scandiceae. Sastoji se od osam rodova, od kojih je najvažniji rod čekinjavka s poznatijom vrstom uzlata čekinjavka (Torilis nodosa), jednogodišnjom ili dvogodišnjom biljkom koja raste i u Hrvatskoj (Biokovo).
Podtribus je opisan 1827.

## Rodovi
1. Yabea Koso-Pol. (1 sp.)
2. Glochidotheca Fenzl (1 sp.)
3. Szovitsia Fisch. & C. A. Mey. (1 sp.)
4. Lisaea Boiss. (3 spp.)
5. Turgenia Hoffm. (2 spp.)
6. Torilis Adans. (18 spp.)
7. Rhopalosciadium Rech. fil. (1 sp.)
8. Astrodaucus Drude (3 spp.)